# Škoda Superb I
Den første generation af den siden efteråret 2001 i Kvasiny byggede Škoda Superb var baseret på byggeserien B5 af Volkswagen Passat, men var dog anderledes i udstyr og akselafstand. I Kina bygges bilen stadigvæk som Volkswagen Passat.

## Beskrivelse
Bilen er ca. 10 cm længere end den tidssvarende Volkswagen Passat. Modellen svarede til den kinesiske Passat og sælges der under navnet Passat Lingyu. Selv om modellen ikke tilhører luksusklassen, overgår benpladsen bagi en luksuslimousine. Bilen blev introduceret for offentligheden på Geneve Motor Show i 2001 under navnet Škoda Montreux.
Udover de i denne bilklasse normale udstyrsdetaljer som klimaanlæg og el-ruder kunne Superb som ekstraudstyr fås med forskellige ting som f.eks. navigationssystem, xenonforlygter, opvarmelige og el-justerbare lædersæder og sidespejle, bilradio, træindlæg, soltag, køleboks i bagagerummet. Et yderligere kendetegn var paraplyholderen i venstre bagdør med standardmonteret paraply. Det standardmonterede sikkerhedsudstyr med ABS, ESP og frontairbags blev på grund af et relativt dårligt resultat i Euro NCAPs kollisionstest senere udvidet med sideairbags.
- Superb bagfra
- Bagsæde med udklappet benstøtte i passagersædet

### Facelift
I sommeren 2006 fik bilen et let facelift med modificerede baglygter og en ny kølergrill. Samtidig blev topudstyret Laurin & Klement taget af programmet.
- Škoda Superb (2006–2008)
- Bagfra

## Motorer
| Model         | Cylindre | Ventiler | Slagvolume cm³ | Max. effekt kW (hk) / omdr. | Max. drejningsmoment Nm / omdr. | Motorkode | 0-100 km/t sek. | Topfart km/t | Årgange           |
| ------------- | -------- | -------- | -------------- | --------------------------- | ------------------------------- | --------- | --------------- | ------------ | ----------------- |
| Benzinmotorer |          |          |                |                             |                                 |           |                 |              |                   |
| 1.8 T         | 4        | 20       | 1781           | 110 (150) / 5700            | 210 / 1750 − 4600               | AWT       | 9,5             | 216          | 12/2001 − 3/2008  |
| 2.0           | 4        | 8        | 1984           | 85 (115) / 5400             | 172 / 3500                      | AZM       | 11,6            | 197          | 12/2001 − 3/2008  |
| 2.8           | 6        | 30       | 2771           | 140 (190) / 6000            | 260 / 3000                      |           | 9,8             | 230          | 12/2001 − 3/2008  |
| 2.8           | 6        | 30       | 2771           | 142 (193) / 6000            | 280 / 3200                      | AMX       | 8,0             | 237          | 12/2001 − 3/2008  |
| Dieselmotorer |          |          |                |                             |                                 |           |                 |              |                   |
| 1.9 TDI       | 4        | 8        | 1896           | 74 (100) / 4000             | 250 / 1900                      | AVB       | 13,2            | 189          | 6/2002 − 10/2005  |
| 1.9 TDI1      | 4        | 8        | 1896           | 77 (105) / 4000             | 250 / 1900                      | BSV       | 12,3            | 192          | 10/2005 − 5/2007  |
| 1.9 TDI1      | 4        | 8        | 1896           | 85 (115) / 4000             | 250 / 1900                      | BPZ       | 11,3            | 198          | 1/2007 − 3/2008   |
| 1.9 TDI       | 4        | 8        | 1896           | 96 (130) / 4000             | 285 / 1750 − 25002              | AWX2      | 10,42           | 2052         | 12/2001 − 3/20082 |
| 1.9 TDI       | 4        | 8        | 1896           | 96 (130) / 4000             | 310 / 19003                     | AVF3      | 11,73           | 2023         | 1/2004 − 3/20083  |
| 2.0 TDI DPF   | 4        | 8        | 1968           | 103 (140) / 4000            | 320 / 1750 − 2500               | BSS       | 9,9             | 215          | 10/2005 − 3/2008  |
| 2.5 TDI       | 6        | 24       | 2496           | 114 (155) / 4000            | 310 / 1400 − 3500               | AYM       | 9,5             | 219          | 12/2001 − 8/2003  |
| 2.5 TDI       | 6        | 24       | 2496           | 120 (163) / 4000            | 350 / 1500 − 3000               | BDG       | 9,2             | 223          | 8/2003 − 3/2008   |

Alle motorer var som standard forsynet med femtrins manuel gearkasse (2,0 TDI og 2,5 TDI med sekstrins). Derudover kunne visse motorer også fås med femtrins automatgear.